# Лимонница
Лимонниците (Gonepteryx rhamni) са вид насекоми от семейство Pieridae. Разпространени са в Евразия и Северна Африка, включително и в цяла България. Те са едни от най-дълголетните пеперуди с продължителност на живота до тринадесет месеца.

## Описание
Крилете са с размери 6,0 – 7,4 cm. Има ясно изразен полов диморфизъм. Мъжките са с ярък лимоненожълт цвят с по една оранжева точка в средата на всяко крило. Женските са с почти бели крила. Жилките на крилата са по-тъмни и ясно различими. Тялото е тъмно, сиво оцветено. Долната страна на крилата е зеленикава и като кацне с прибрани крила, пеперудата прилича на растителен лист. Антенките са с кафяв край.

## Начин на живот и хранене
Предпочита местообитания с горска растителност до 1800 m надморска височина. Но може да се открие и в храстови съобщества. Основни хранителни растения са зърнастец (Frangula alnus) и зърника (Rhamnus cathartica). Лимонниците летят до късна есен, зимуват под листата или в цепнатини на дърветата и рано напролет започват отново да летят и снасят яйцата си.

## Размножаване
Копулацията се извършва в края на май и женските снасят яйцата си по горната страна на листата на зърнастеца. След около 15 дни се излюпват гъсениците, които започват да гризат листата. Те са матовозелени с една бяла странична ивица. През август от тях се появява второто поколение пеперуди.